# Glenn Morris
Glenn Edgar Morris (né le 18 juin 1912 à Denver - mort le 31 janvier 1974 à Palo Alto) est un athlète américain spécialiste des épreuves combinées (décathlon).

## Biographie
Médaille d'or du décathlon lors des Jeux de Berlin en 1936, ce modeste garçon de ferme du Colorado, Amérindien, avait des problèmes cardiaques génétiques. Il reçut en 1936, le prix James E. Sullivan comme meilleur athlète amateur des États-Unis.
Dans ses mémoires, Leni Riefenstahl déclara avoir eu une relation avec lui. Morris fut le 4e athlète à jouer le rôle de Tarzan, dans La Revanche de Tarzan (1938).
Bien qu'il ne participa qu'à trois compétitions de décathlon dans toute sa vie, il battit le record américain lors des Kansas Relays de 1936 avec 7 576 points. Il remporte ensuite les sélections olympiques américaines avec un record du monde établi à 7 875 points (record qui ne fut jamais homologué). Il remporte ensuite la médaille d'or à Berlin avec un nouveau record du monde de 7 900 points (ce qui serait 7 254 points avec les tables actualisées), avec 299 points d'avance sur la médaille d'argent (Bob Clark, également Américain). Il est mort d'un accident cardiaque en 1974.